# Русавкино-Романово
Руса́вкино-Рома́ново (рос. Русавкино-Романово) — присілок у складі Балашихинського міського округу Московської області, Росія.

## Населення
Населення — 171 особа (2010; 82 у 2002).
Національний склад (станом на 2002 рік):
- росіяни — 98 %